# حسام البدري
حسام البدري (23 مارس 1960 -)، لاعب كرة قدم ومدرب مصري. 
يشغل منذ يونيو 2018 منصب رئيس فريق عمل نادي بيراميدز المصري.
تولى تدريب الأهلي 3 مرات، كان أخرها في 2016 وحتى 2018. ومع الفريق فاز البدري إجمالا بـ3 ألقاب دوري، ولقب لدوري أبطال إفريقيا. وحقق أيضا لقب الدوري السوداني مرة واحدة مع فريق المريخ. كما قاد منتخب مصر الأولمبي في كأس الأمم الأفريقية تحت 23 سنة عام 2015، ولكنه لم ينجح في التأهل للألعاب الأولمبية الصيفية 2016.

## مسيرته الكروي
انضم لمدرسة الكرة بالنادي الأهلي عام 1978 بناء على اختيار الكابتن (فتحي نصير) وتدرب تحت إشراف الكابتن (عمرو أبو المجد) حتى وصل إلى فريق تحت 17 سنة ثم انضم بعدها للفريق الأول موسم 1978/1979.

خاض البدري مباراته الرسمية الأولى مع الفريق الأول بالنادي الأهلي تحت قيادة المدير الفني المجري هيديكوتي أمام الأوليمبي وحقق الأهلي الفوز بثلاثة أهداف مقابل هدف واحد.

يعتبر لقاء الأهلي والزمالك موسم 1981 من أفضل المباريات التي لعبها (البدري) طوال مشواره مع الفريق وفاز الأهلي بهدف نظيف ليحرز لقب بطولة الدوري العام بعد منافسة شرسة مع الزمالك.

خاض (البدري) في مشواره مع الكرة بالأهلي 124 مباراة محلية وأفريقية، ونجح في الفوز ببطولة الدوري العام أربع مرات وثلاث بطولات كأس مصر بالإضافة إلى ثلاث بطولات أفريقية.

على الصعيد الدولي لعب (البدري) 18 مباراة دولية مختلفة ومثل منتخب الناشئين عام 1977 والمنتخب الأول عام 1980 وشارك في تصفيات دورة الألعاب الأوليمبية بموسكو عام 1980 تحت قيادة (عبد المنعم الحاج).

قضت الإصابة على مشوار البدري في الملاعب مبكرًا، حيث تعرض للإصابة بقطع في الرباط الصليبي للركبة عام 1984 وامتدت فترة علاجه لأكثر من عام ونصف حتى قرر الاعتزال عام 1987.

## مسيرته التدريبية

### بداياته
عمل بعد اعتزاله مدربًا في قطاع الناشئين بالأهلي. وانضم لأول مرة إلى الجهاز التدريبي للفريق الأول للأهلي في موسم 2001–2002 خلال فترة تدرييب المدرب البرتغالي مانويل جوزيه. وترقى إلى منصب المدرب المساعد مع الهولندي جو بونفرير في موسم 2002–2003 ثم مع البرتغالي توني أوليفيرا في موسم 2003–2004. واحتفظ بمنصبه بعد عودة البرتغالي جوزيه في أواخر 2003 بعد إقالة اوليفيرا. ثم عين أيضًا مديرًا لكرة القدم بالأهلي بعد رحيل ثابت البطل.

### الأهلي (الولاية الأولى)
أصبح في 22 يونيو 2009 أول مدرب مصري للأهلي منذ نحو 17 عامًا، وحدث ذلك بعد الرحيل المفاجئ للمدرب البرتغالي نيلو فينجادا بعد فترة قصيرة من توليه المسئولية وقبل خوضه لأي مباراة رسمية. قاد البدري الأهلى للظفر بلقب الدوري ثم السوبر المصري. ثم تقدم باستقالته في نوفمبر 2010 بعد الهزيمة من الإسماعيلي بنتيجة 3–1. وبذلك قاد الفريق في 58 مباراة، فاز في 33 وتعادل في 16 وخسر في تسع مباريات.

### المريخ
تعاقد نادي المريخ السوداني في ديسمبر 2010 مع حسام البدري لتدريب الفريق لمدة عامين مقابل راتب شهري قدره 15 الف دولار. وحل البدري مكان الألماني مايكل كروجر. قاد البدري فريق المريخ للفوز بالدوري السوداني 2011 بعد تحقيق الفوز في كل المباريات باستثناء التعادل في واحدة والخسارة في أخرى. وبذلك أنهى سيطرة غريمه نادي الهلال على اللقب في الموسمين الأخيرين. ثم رحل عن الفريق في نوفمبر 2011 بعد الاتفاق مع جمال الوالي رئيس النادي.

### إنبي
تعاقد نادي إنبي في ديسمبر 2011 مع حسام البدري مديرًا فنيًا خلفًا لمختار مختار الذي تمت إقالته لسوء النتائج.

### الأهلي (الولاية الثانية)
عاد لقيادة الأهلي مرة ثانية في 2012 خلفًا للبرتغالي مانويل جوزيه.

### منتخب مصر الأوليمبي
أعلن الاتحاد المصري لكرة القدم في ديسمبر 2013 تولي البدري منصب المدير الفني لمنتخب مصر الأولمبي استعدادًا لتصفيات أولمبياد ريو دي جانيرو 2016. قاد البدري المنتخب للتأهل لبطولة كأس الأمم الأفريقية تحت 23 سنة لعام 2015 التي تؤهل المنتخبات صاحبة المراكز الثلاثة الأولى للأولمبياد. ولكن المنتخب ودع البطولة من دورها الأول بعدما احتل المركز الرابع في المجموعة الثانية بعد تعادلين وخسارة. وعلى إثر فشل المنتخب في الصعود للأوليمبياد، أعلن اتحاد الكرة المصري في ديسمبر 2015 انتهاء عقده.

### الأهلي (الولاية الثالثة)
تولى البدري تدريب الأهلى للمرة الثالثة في أغسطس 2016 خلفًا للهولدندي مارتن يول. وحصد مع الفريق لقب الدوري المصري موسم 2016–17. ثم لقب كأس مصر 2017. في نوفمبر 2017، خسر الفريق نهائي دوري أبطال أفريقيا 2017 أمام نادي الوداد الرياضي المغربي بنتيجة 1–2 بمجموع المبارتين.
تقدم البدري باستقالته في مايو 2018 بعد سلسلة من النتائج السلبية. بدأت بالخسارة من الزمالك 2-1، ثم الخروج من كأس مصر على يد الأسيوطي سبورت في دور ربع النهائي، ثم حصد نقطة واحدة من أول مباراتين في مرحلة المجموعات بدوري أبطال أفريقيا. وبذلك انتهت ولاية البدري الثالثة في قيادة الأهلي بعد 95 مباراة، فاز في 68 منهم وتعادل 19 مرة وخسر 8 مرات.

### نادي الزوراء العراقي
في 31 يوليو 2023 تولى حسام البدري منصب المدير الفني الجديد للفريق، وفي خطوة مفاجئة أعن البدري استقالته من تدريب الفريق الذي يحتل المركز الخامس الدوري العراقي لكرة القدم بتاريخ 2 إبريل 2024 بالرغم من استقرار الفريق في المسابقة على مدار الـ 8 أشهر الماضية، وقد صرّح البدري أن سبب استقالته تعود لظروف خاصة ستمنعه من مواصلة مهامه الفنية، حسب ما أفاد مصدر في النادي لوكالة فرانس برس.

### النادي الأهلي طرابلس
تولى تدريب النادي الأهلي الرياضي بطرابلس موسم 2024/2025 لتكون بذلك هي المرة الثانية التي يتولى فيها تدريب الفريق بعد موسم 2013/2014 و توج معهم في موسم 2024/2025 بلقب الدوري الليبي الممتاز بدون أي هزيمة 

## الألقاب

### كلاعب
- الدوري المصري الممتاز: 4 مرات
- كأس مصر: 3 مرات
- البطولات الأفريقية: 3 مرات

### كمدرب
مع النادي الأهلي 
- الدوري المصري الممتاز: 3
- كأس السوبر المصري: 5
- دوري أبطال أفريقيا: 1
- كاس السوبر الافريقي: 1
- كأس مصر: 1

مع المريخ السوداني 
- الدوري السوداني الممتاز: 1

مع النادي الأهلي الرياضي بطرابلس
- الدوري الليبي الممتاز موسم 2024/2025